# João José de Oliveira Junqueira
João José de Oliveira Junqueira (Salvador, c. 1800 — Salvador, 27 de março de 1867) foi ministro do Supremo Tribunal de Justiça, tendo sido nomeado ao posto em 25 de abril de 1857. Pai do senador João José de Oliveira Junqueira Júnior.